# Réseau Express Régional

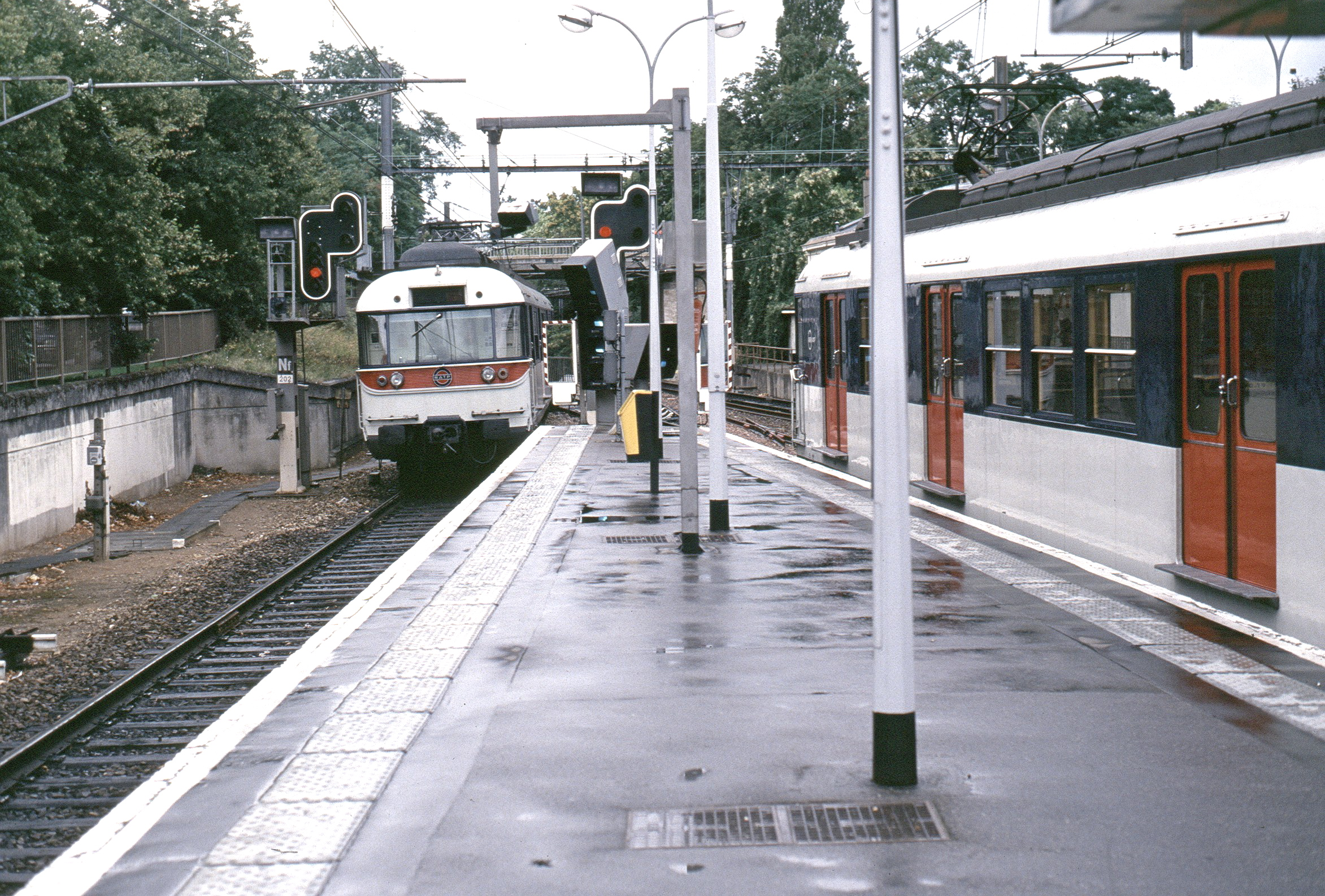
Züge des Typs MS 61 Bauart A/B auf der ersten Pariser Linie RER A im Bahnhof Le Vésinet - Le Pecq (1994)

Réseau Express Régional (kurz RER, deutsch etwa „Regionales Express(bahn)netz“) ist in französischsprachigen Ländern die übliche Bezeichnung für S-Bahn-artige Vorortsbahn-Verkehrssysteme.
Das erste RER-System wurde in Paris und der umgebenden Île de France mit dem Namen Réseau express régional d’Île-de-France (RER) eingeführt. Die ersten beiden Linien (A und B, 1977) werden vom Nahverkehrsunternehmen  RATP (Metro) und der Staatsbahn SNCF gemeinsam betrieben, die späteren Linien C, D und E allein von der SNCF.
Während die S-Bahn-ähnlichen Systeme in der frankophonen Schweiz (grenzüberschreitend nach Frankreich der Léman Express und die S-Bahn Basel) und in Belgien ebenfalls als RER bezeichnet werden, gibt es für die vergleichbaren Systeme in anderen französischen Großstädten individuelle Bezeichnungen. So wird das beispielsweise das Netz in Straßburg als REME bezeichnet und in Lyon als REAL. In Toulouse ist der Vorortverkehr in das Linienschema der Metro eingegliedert.

## Schweiz

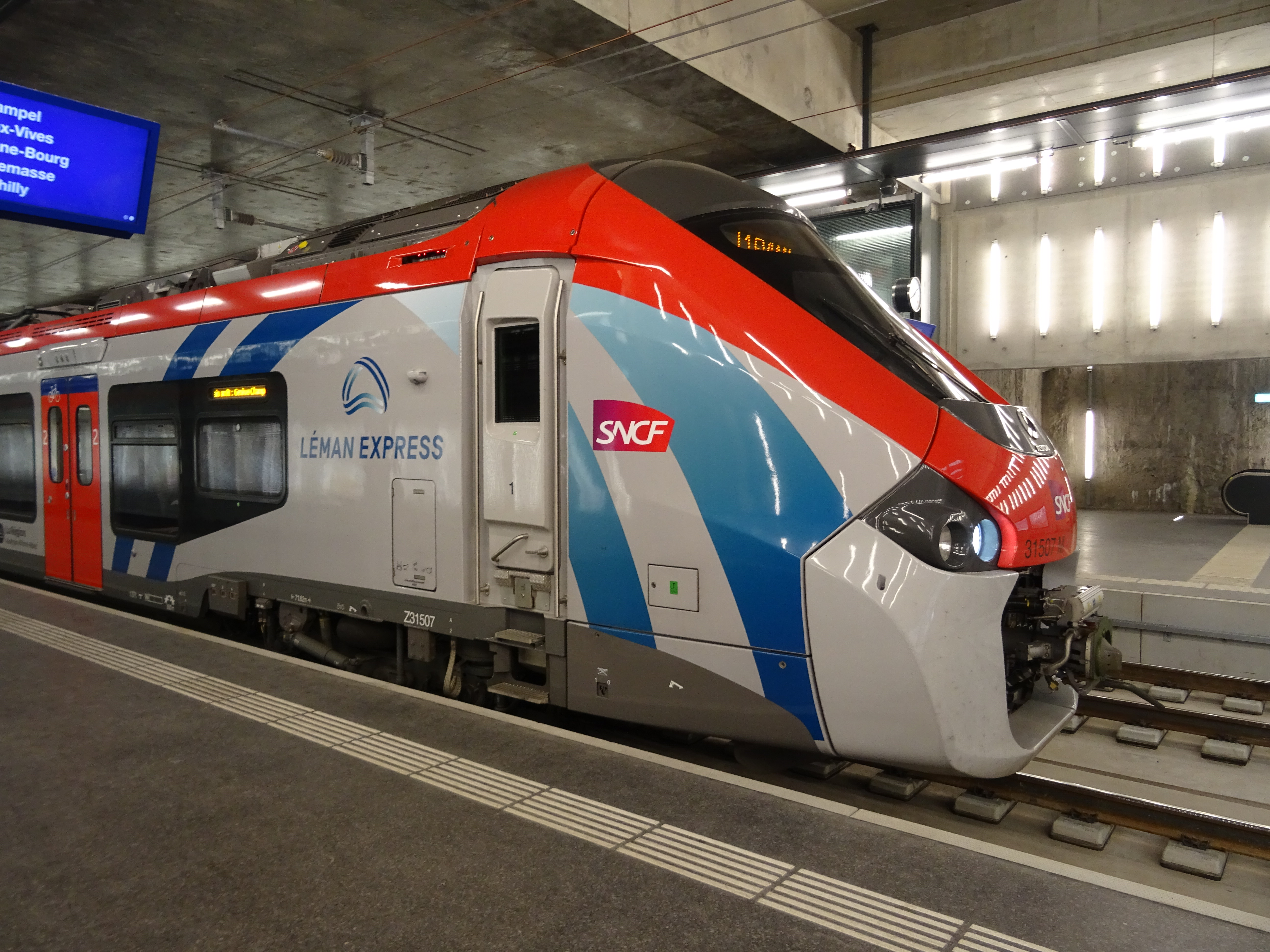
Alstom Régiolis der SNCF als Léman Express in der Agglomeration Genf

Der Léman Express, ehemals RER Genève, ist ein S-Bahn-System in der schweizerischen Stadt Genf und deren Umgebung, dass auch Linienäste nach Frankreich umfasst. Die Flotte des Léman Express besteht aus 17 vierteiligen Régiolis-Zügen des französischen Herstellers Alstom und 23 vierteiligen Flirt-Zügen des Schweizer Bahnbauers Stadler Rail.
RER Vaud ist die S-Bahn des Kantons Waadt, die von den Schweizerischen Bundesbahnen (SBB) betrieben wird. Das sternförmige Netz konzentriert sich auf den Ballungsraum Lausanne. Zudem erschließen der RER Fribourg/Freiburg und die S-Bahn Bern (franz.: RER Berne) Teile der frankophonen Schweiz.
Die trinationale S-Bahn Basel (RER trinational Bâle) verbindet seit 1997 die trinationale Agglomeration Basel mit der Kernstadt und damit auch die beiden Länder Frankreich und Deutschland mit der Schweiz. Sie wird wie der Léman Express gemeinsam von den SBB und der SNCF betrieben.

## Belgien

Logo train S

Im Jahr 2015 nahm der Train S Bruxellois der Belgischen Staatsbahn (SNCB) mit zwölf Linien den Betrieb auf. Die ursprünglich geplanten zweisprachigen Bezeichnungen Réseau Express Régional (RER) (franz.) bzw. Gewestelijk ExpresNet (GEN) (ndl.) wurden vor der Inbetriebnahme durch train S (franz.) bzw. S-Trein  ersetzt. Seitdem wurden weitere S-Zug-Netze in Belgien eröffnet.

## Frankreich (außerhalb Paris)
Dieser Abschnitt fasst Ansätze und Planungen verschiedener französischer Städte und Regionen zusammen: In Toulouse wird der innerstädtische Bereich der SNCF-Linie Toulouse-Saint-Cyprien-Arènes–Colomiers als Linie C der Métro de Toulouse angesehen. Dieser Linienabschnitt hat sechs Stationen auf sieben Kilometern Länge, also einen Stationsabstand von ca. 1,4 km. Zum Einsatz kommen hauptsächlich Triebzüge der Reihe B 81500.

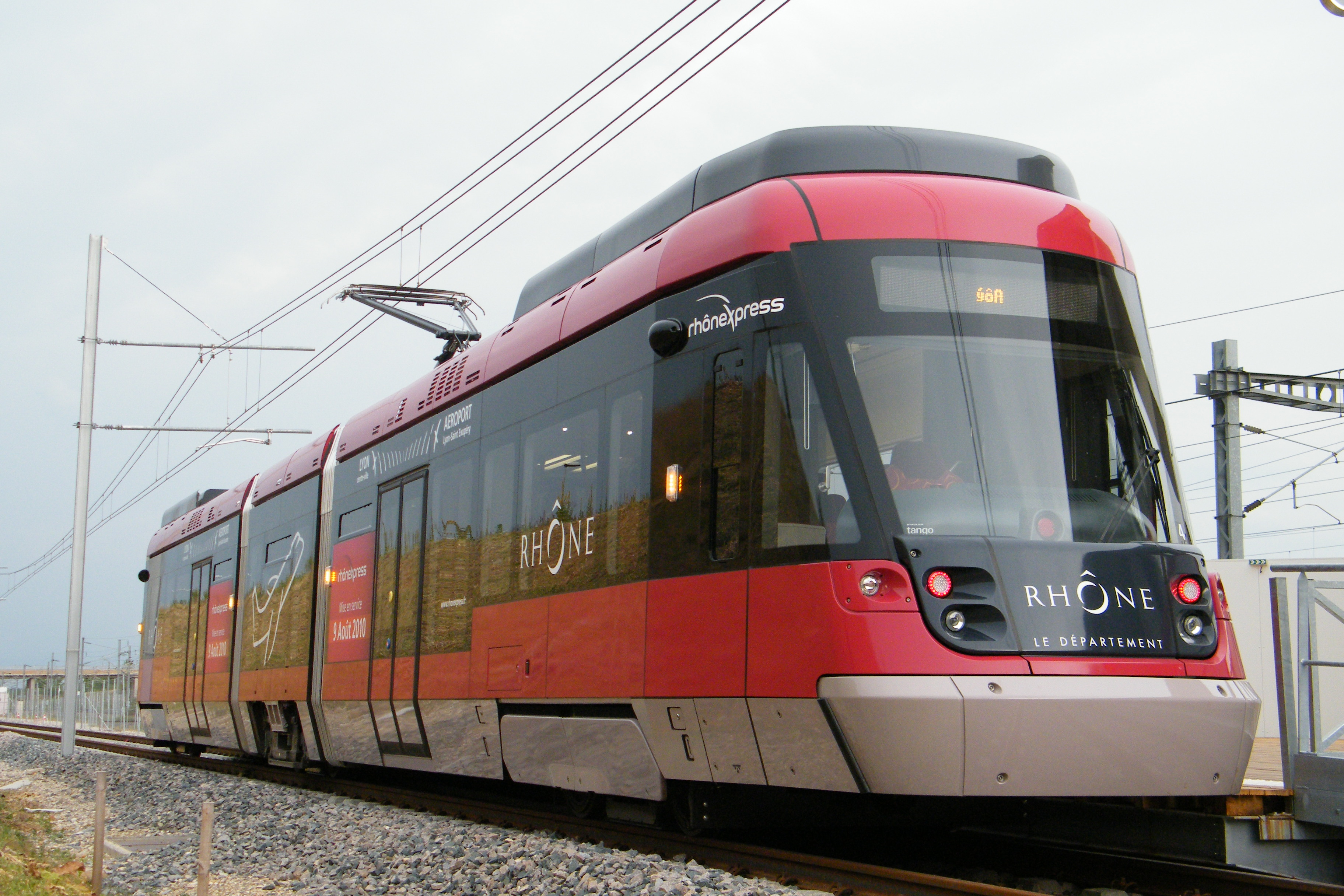
Stadler Tango als Rhônexpress auf der Fahrt zum Flughafen Lyon

In Lyon begannen Politiker unter dem Namen Réseau express de l'aire métropolitaine lyonnaise von RER-ähnlichen Verkehrsleistungen zu sprechen. Das Projekt Zeitplan Rhône-Alpes 2008 hatte das Ziel, die Infrastruktur und die Anschlüsse zu den benachbarten Buslinien zu verbessern. Trotz der Realisierung einiger Projekte wurde 2013 ein unzureichendes Liniennetz und das Fehlen einer Gesamtvision beklagt. Im Jahr 2019 wurde das Projekt einer Stadtbahn mit vier Linien präsentiert:
- Die Regionallinie REM A1 – eventuell als Tram-Train – von Villefranche nach Givors wurde bereits diametralisiert, das heißt an Stelle eines Endbahnhofs in Lyon fährt sie jetzt durch und erlaubt so eine (noch sehr beschränkte) Direktverbindung von nördlichen in südliche Vororten. Verschiedene neue Haltestellen sind im Gespräch.
- Drei ehemals stillgelegten Bahnlinien im Westen wurden wiederbelebt und werden als REM B mit Tram-Train-Fahrzeugen befahren. Diese Linien enden in Lyon am Vorortbahnhof Gare de St. Paul; eine Verlängerung als Tram-Train durch die Innenstadt wird von vielen gewünscht.
- Auch im Osten wurde eine alte Bahnlinie reaktiviert und wird seit 2006 als REM B5 betrieben. Der Haltestellenabstand ist 1,3 km, sodass diese Straßenbahn eine höhere Reisegeschwindigkeit als die Métro hat und damit einer RER ähnelt. Über dieselbe Linie fährt seit 2007 auch der Rhônexpress zum Flughafen. Die oben genannte Verlängerung der westlichen Linien durch die Innenstadt würde logischerweise bis zum Bahnhof Part Dieu führen, wo sie mit den östlichen Linien verknüpft werden kann. Bei den aktuellen Bauarbeiten ist aber nichts davon vorgesehen. Dazu kommt noch, dass die östliche Tram unter der Verantwortung von Agglomeration und Stadt steht, der Flughafen-Tram-Train unter Verantwortung des Départements und der westliche Tram-Train unter Verantwortung der Region. Politische Komplikationen sind abzusehen.

Der Réseau Express Grand Lille (REGL) soll die Stadt Lille über eine neue Stammstrecke in Nord-Süd-Richtung mit den benachbarten Vororten verbinden. Über diese Stammstrecke sollen dann mehrere Linien verkehren, die auf ihren Außenästen bestehende SNCF-Strecken nutzen und darüber hinaus zukünftig auch das benachbarte Belgien anbinden sollen. Ein überarbeitetes drittes Projekt wurde 2017 der Öffentlichkeit vorgestellt.
Réseau Express Métropolitain Européen (REME) ist ein Netz in Straßburg, das seit 2022 die Innenstadt mit dem Norden und Süden der Agglomeration verbindet.